# Orange (studio)
Orange Co., Ltd. (jap. 有限会社オレンジ Yūgen-gaisha Orenji) – japońskie studio animacji z siedzibą w Musashino, w aglomeracji Tokio, specjalizujące się w produkcji animacji 3DCG. Znane jest z przerysowanego stylu 3D i reżyserii, które różnią się od tradycyjnego ruchu, często spotykanego w serialach CG. 

## Założenie
Eiji Inomoto, animator CG, który zyskał pewną sławę dzięki pracy nad Zoids i Ghost in the Shell: Stand Alone Complex (jako jeden z głównych członków Tachikoma 3D Unit), założył Orange 1 maja 2004. Początkowo firma zajmowała się głównie produkcją animacji 3D dla innych studiów, takich jak oryginalne anime Heroic Age w 2007 (dla Xebec) i adaptacja Rail Wars! (dla Passione) w 2014. Dopiero w 2013 roku, 9 lat po założeniu firmy, Orange rozpoczęło produkcję dużego projektu: była to koprodukcja Ginga kikōtai Majestic Prince ze studiem Doga Kobo. Po Ginga kikōtai Majestic Prince, firma zaczęła koprodukować wiele serii, takich jak Black Bullet z Kinema Citrus, a w 2017 studio wyprodukowało swoje pierwsze anime, które nie było koprodukcją. Była to adaptacja Hōseki no kuni, która spotkała się z pozytywnym przyjęciem krytyków i pochwałami za wykorzystanie animacji CG.

## Produkcje

### Seriale telewizyjne
|      | Tytuł                         | Reżyser(zy)                    | Liczba odcinków | Uwagi                                                                                         | Przypisy |
| ---- | ----------------------------- | ------------------------------ | --------------- | --------------------------------------------------------------------------------------------- | -------- |
| 2013 | Ginga kikōtai Majestic Prince | Keitaro Motonaga               | 24              | Na podstawie mangi autorstwa Rando Ayamine. We współpracy z Doga Kobo.                        | [ 6 ]    |
| 2014 | Black Bullet                  | Masayuki Kojima                | 13              | Na podstawie light novel autorstwa Shiden Kanzaki i Saki Ukai. We współpracy z Kinema Citrus. | [ 7 ]    |
| 2016 | Active Raid                   | Gorō Taniguchi Noriaki Akitaya | 24              | Własna twórczość. Produkcja animacji 3DCG dla Production IMS.                                 | [ 8 ]    |
| 2016 | Norn9                         | Takao Abo                      | 12              | Na podstawie gry otome produkcji Otomate. We współpracy z Kinema Citrus.                      | [ 9 ]    |
| 2016 | Dimension W                   | Kanta Kamei                    | 12              | Na podstawie mangi autorstwa Yūjiego Iwahary. We współpracy z 3Hz.                            | [ 10 ]   |
| 2017 | Hōseki no kuni                | Takahiko Kyōgoku               | 12              | Na podstawie mangi autorstwa Haruko Ichikawy.                                                 | [ 11 ]   |
| 2019 | Beastars                      | Shin’ichi Matsumi              | 12              | Na podstawie mangi autorstwa Paru Itagaki.                                                    | [ 12 ]   |
| 2021 | Beastars sezon 2              | Shin’ichi Matsumi              | 12              | Sequel Beastars.                                                                              | [ 13 ]   |
| 2021 | Godzilla: Singular Point      | Atsushi Takahashi              | 13              | Oryginalny serial anime wyprodukowany dla Netflix. We współpracy z Bones.                     | [ 14 ]   |
| 2023 | Trigun Stampede               | Kenji Muto                     | 12              | Na podstawie mangi autorstwa Yasuhiro Nightowa.                                               | [ 15 ]   |
| 2024 | Beastars: Final Season        | Shin’ichi Matsumi              | nieznana        | Sequel 2. sezonu Beastars.                                                                    | [ 16 ]   |
| 2025 | Leviathan                     | Christophe Ferreira            | nieznana        | Na podstawie powieści autorstwa Scotta Westerfelda. We współpracy z Qubic Pictures.           | [ 17 ]   |
| –    | Trigun Stargaze               | Kenji Mutō                     | nieznana        | Sequel Trigun Stampede.                                                                       | [ 18 ]   |

### OVA, ONA i odcinki specjalne
| Rok  | Tytuł                                             | Reżyser(zy)      | Uwagi                                                                                        | Przypisy |
| ---- | ------------------------------------------------- | ---------------- | -------------------------------------------------------------------------------------------- | -------- |
| 2016 | Star Fox Zero: The Battle Begins                  | Kyoji Asano      | Produkcja animacji 3DCG dla Wit Studio.                                                      | [ 19 ]   |
| 2016 | Under the Dog                                     | Masahiro Andō    | We współpracy z Kinema Citrus.                                                               | [ 20 ]   |
| 2016 | Dimension W                                       | Kanta Kamei      | Niewyemitowany odcinek został dołączony do 6. wydania anime na Blu-ray. We współpracy z 3Hz. | [ 21 ]   |
| 2016 | Ginga kikōtai Majestic Prince: Mirai e no tsubasa | Keitaro Motonaga | We współpracy z Seven Arcs Pictures.                                                         |          |
| 2019 | The Idolmaster Cinderella Girls Spin-off!         | Naoki Yoshibe    | Część franczyzy The Idolmaster.                                                              | [ 22 ]   |

### Filmy
| Rok  | Tytuł                                             | Reżyser(zy)                         | Uwagi                                                                                          | Przypisy |
| ---- | ------------------------------------------------- | ----------------------------------- | ---------------------------------------------------------------------------------------------- | -------- |
| 2013 | Neppu kairiku bushi Road                          | Masayuki Sakoi                      | Na podstawie franczyzy autorstwa Sunao Yoshidy. We współpracy z Kinema Citrus.                 | [ 23 ]   |
| 2016 | Ginga kikōtai Majestic Prince: Kakusei no idenshi | Keitaro Motonoga                    | Sequel Ginga kikōtai Majestic Prince: Mirai e no tsubasa. We współpracy z Seven Arcs Pictures. | [ 24 ]   |
| 2018 | Monster Strike the Movie: Sora no kanata          | Hiroshi Nishikiori                  | Część franczyzy Monster Strike.                                                                | [ 25 ]   |
| 2023 | Gekijōban Idolish7 Live 4bit Beyond the Period    | Hiroshi Nishikiori Kensuke Yamamoto | Część franczyzy Idolish7.                                                                      | [ 26 ]   |